# Lysandra postalbocincta
Lysandra postalbocincta är en fjärilsart som beskrevs av Bright och Leeds 1938. Lysandra postalbocincta ingår i släktet Lysandra och familjen juvelvingar. Inga underarter finns listade i Catalogue of Life.